# Adriaen van Stalbemt
Adriaen van Stalbemt noto anche come Adriaan van Stalbemt o Adriaen van Stalbempt (Anversa, 12 giugno 1580 – 21 settembre 1662) è stato un pittore e incisore fiammingo noto per i suoi paesaggi con scene religiose, mitologiche e allegoriche. 

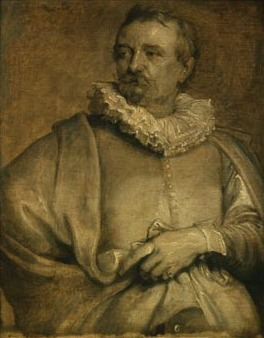
Adriaen van Stalbemt di Antoon van Dyck

Era anche un abile pittore di figure che veniva regolarmente invitato a dipingere persone in composizioni di altri pittori.

## Biografia
Il biografo fiammingo Cornelis de Bie, nel suo libro di biografie di artisti "Het Gulden Cabinet", pubblicato nel 1662, affermava che Adriaen van Stalbemt era nato il 12 giugno 1580. Nessun documento di battesimo dalle chiese di Anversa perché l'artista, come la sua famiglia, era protestante. Dopo la caduta di Anversa, nel 1585, la sua famiglia si trasferì per motivi religiosi a Middelburg. Qui probabilmente ricevette la sua formazione artistica.

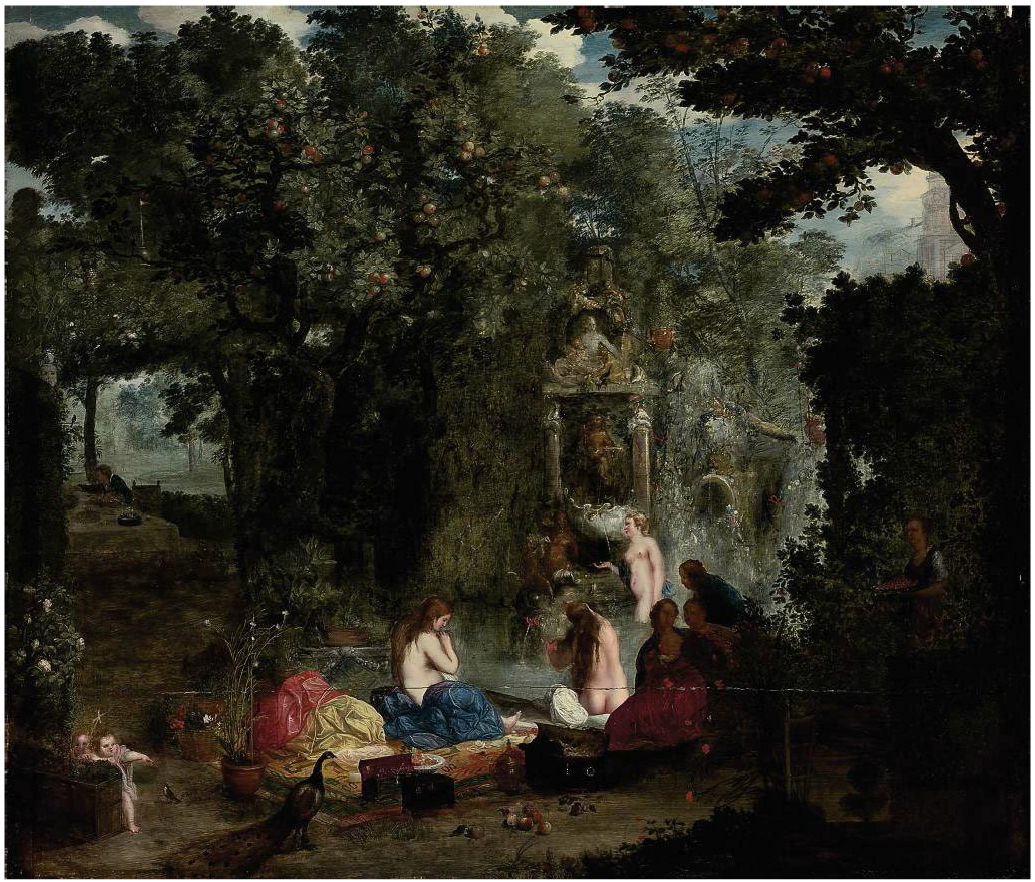
Classico paesaggio con ninfe che fanno il bagno in una grotta

Tornò ad Anversa dopo il 1609, probabilmente dopo l'entrata in vigore della Tregua dei dodici anni, che annunciava la cessazione delle ostilità tra i sovrani asburgici della Spagna e dei Paesi Bassi meridionali e la Repubblica delle Sette Province Unite. Nel 1610 venne ammesso, come maestro, nella Corporazione di San Luca di Anversa e nel 1617 venne eletto decano. In questo ruolo fu in grado di ottenere la reintegrazione di alcuni privilegi della camera di retorica Violieren, che era legata alla Corporazione. Si affermò come pittore di paesaggi, ma fu anche un valido pittore di figure e di animali. Lavorò su commissione per il mercante d'arte Peter Goetkint II per il quale realizzò piccole incisioni su rame destinate alle gallerie domestiche di persone facoltose.
Il 5 maggio 1613 sposò Barbara Verdelft, figlia del gallerista Jan Verdelft. Una figlia nata dalla coppia morì giovane e la coppia rimase senza figli. Dopo il matrimonio, la carriera dell'artista iniziò a decollare e la famiglia riuscì a stabilirsi nel centro della città in una casa alla moda sul Meir. Nel 1616 Hans Mesmaeckers si registrò come suo allievo.

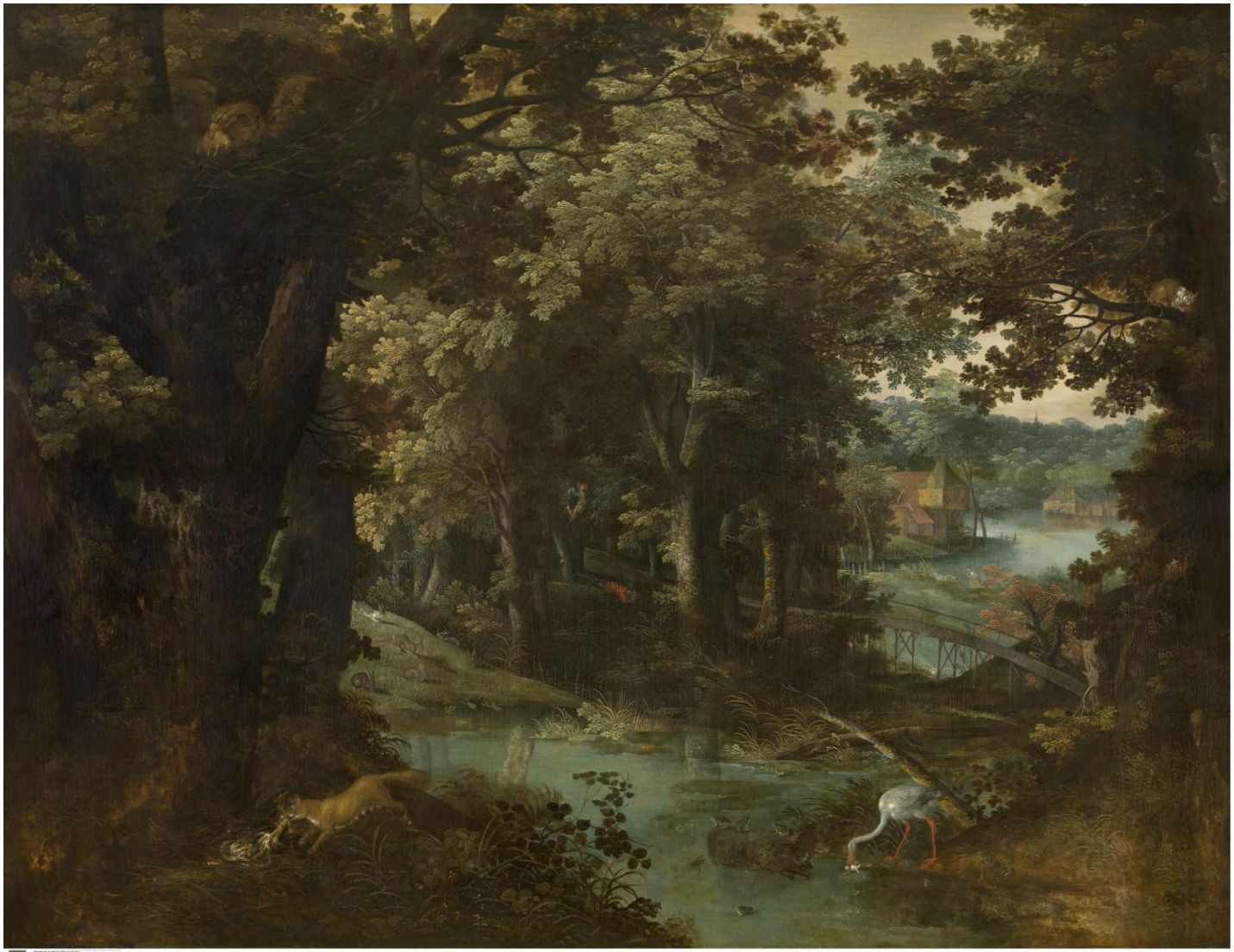
Paesaggio favolistico

Nel 1633 fu attivo a Londra per circa dieci mesi. Cornelis de Bie riferì che era stato invitato da re Carlo I d'Inghilterra. Durante il suo soggiorno dipinse due vedute paesaggistiche di Greenwich con il re Carlo I e la regina Enrichetta Maria (dipinto presente nella collezione reale).
Si era convertito al cattolicesimo dopo il matrimonio, ma era tornato alla fede protestante poco prima della sua morte. Morì il 21 settembre 1662 e fu sepolto in un luogo di sepoltura non consacrato a Putte.

## Opere
Era un artista versatile attivo sia come pittore che come incisore. Era principalmente conosciuto per i suoi paesaggi che includevano scene religiose, mitologiche e allegoriche. Solo un piccolo numero delle sue opere è datato, il che rende difficile stabilire una cronologia. Una delle opere di riferimento per le attribuzioni è la "Festa degli Dei" nella Gemäldegalerie Alte Meister a Dresda, che è firmata e datata 1622.

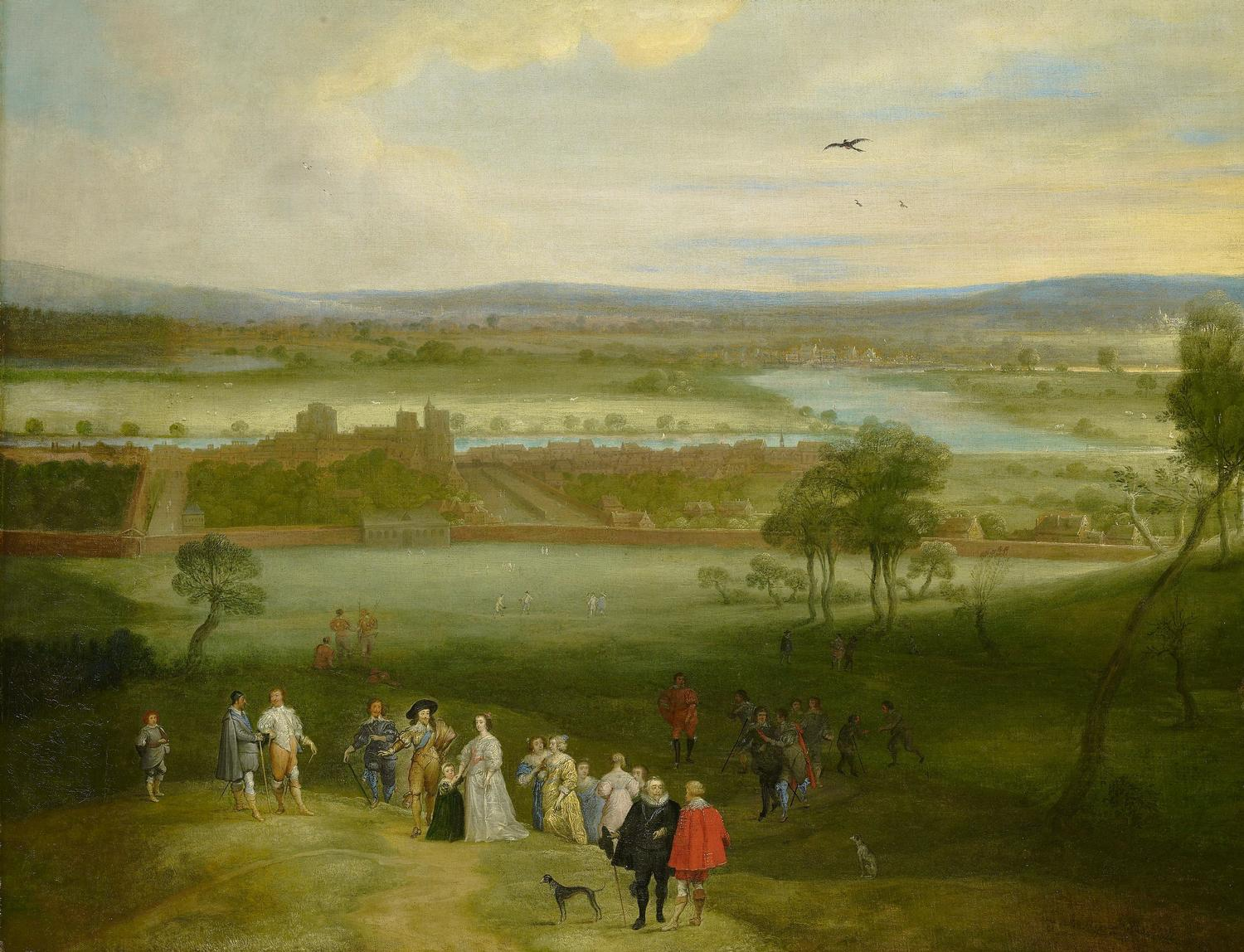
Vista di Greenwich

Il suo stile è stato descritto come eclettico, poiché mostra le influenze di vari artisti come Jan Brueghel il Vecchio, Jan Bruegel il Giovane, Hendrick van Balen, Paul Bril e Adam Elsheimer. I suoi paesaggi sono influenzati anche da Gillis van Coninxloo.
Un'opera che mostra l'influenza di Jan Brueghel il Vecchio è Paesaggio favolistico (Museo reale di belle arti di Anversa).  Ciò si riflette nella meticolosa tecnica del pennello di van Stalbemt e nel trattamento dei dettagli nelle miniature. Assieme ad Abraham Govaerts, è considerato uno dei migliori seguaci e imitatori di Jan Brueghel il Vecchio. Diverse caratteristiche aiutano a distinguere le sue opere da quelle di Breughel: per rendere il fogliame e il colore delle case usava il giallo chiaro piuttosto che il rosa come faceva Jan Brueghel il Vecchio.
Altre opere sono di colore più opaco e non mostrano la stessa meticolosa tecnica del pennello. La composizione David uccide Golia (1618, Museo del Prado, Madrid) è un'opera collaborativa realizzata con Pieter Brueghel il Giovane, nella quale le figure sono opera di Stalbemt. Un gruppo di opere precedentemente attribuite ad Adam Elsheimer è stato nuovamente assegnato a lui. L'influenza di Elsheimer, che è particolarmente evidente nella composizione, si ritiene sia stata trasmessa via David Teniers il Vecchio, che aveva lavorato per un periodo nello studio di Elsheimer. Le sue opere successive mostrano similitudini con quelle di Hendrick van Balen.

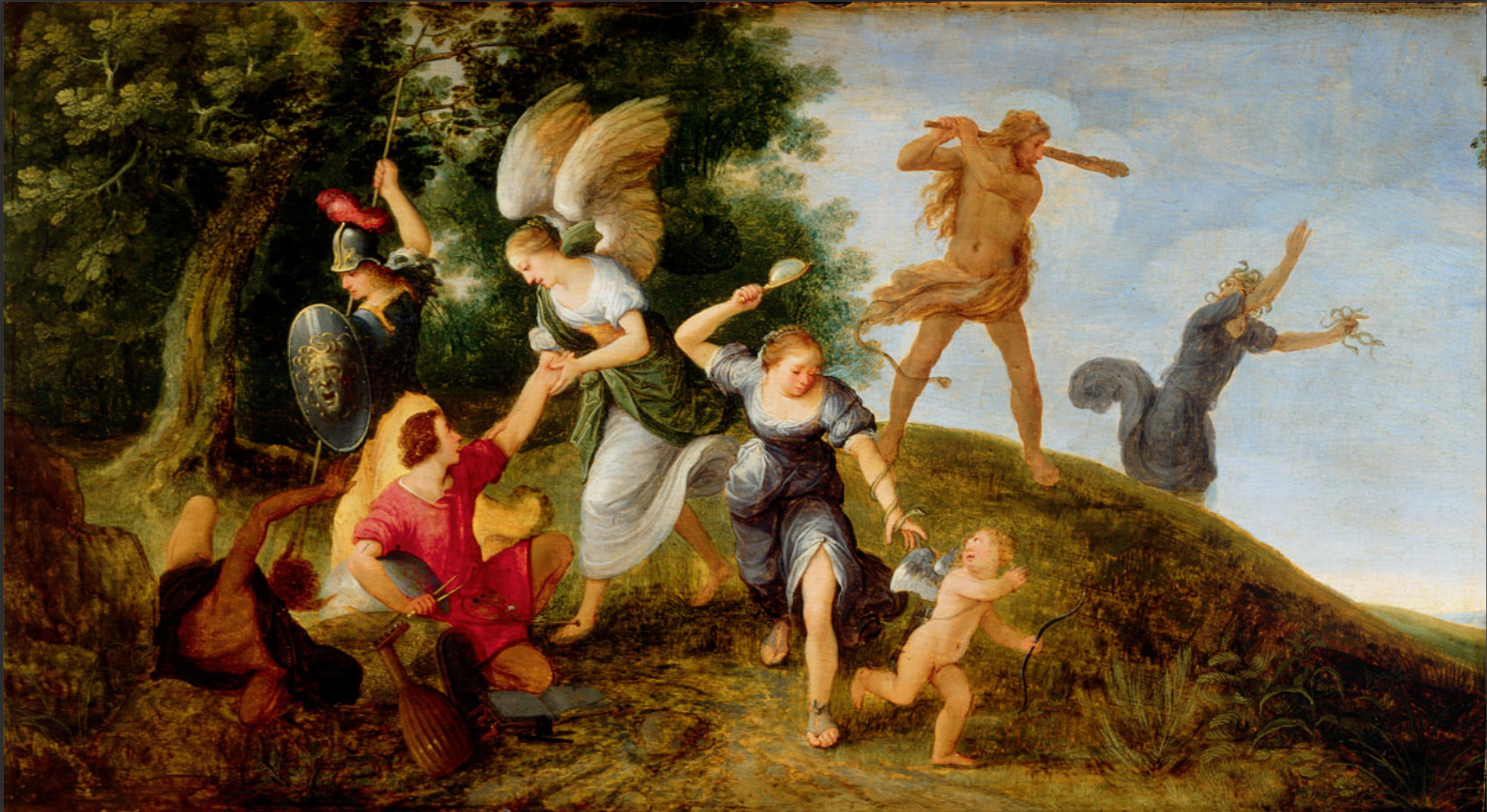
Protettori di un giovane artista

Adriaen van Stalbemt fu anche attivo come incisore. Una serie di stampe di paesaggi di sua mano rappresentano rispettivamente una vista marina costiera con navi, un mulino ad acqua, un mulino a vento, rovine e un castello su una montagna.

### Gallerie di dipinti
Le gallerie di dipinti raffigurano grandi stanze in cui sono esposti molti dipinti e altri oggetti preziosi in ambienti eleganti. Le prime opere di questo genere raffiguravano oggetti d'arte insieme ad altri oggetti come strumenti scientifici o particolari naturali. Frans Francken il Giovane e Jan Brueghel il Vecchio iniziarono il genere creando dipinti di collezioni d'arte e di curiosità negli anni 1620. Alcuni dipinti di gallerie includono ritratti dei proprietari o collezionisti di oggetti d'arte o artisti al lavoro. Il genere divenne immediatamente molto popolare e fu seguito da altri artisti come Jan Bruegel il Giovane, Cornelis de Baellieur, Hans Jordaens, David Teniers il Giovane, Gillis van Tilborgh e Hieronymus Janssens.

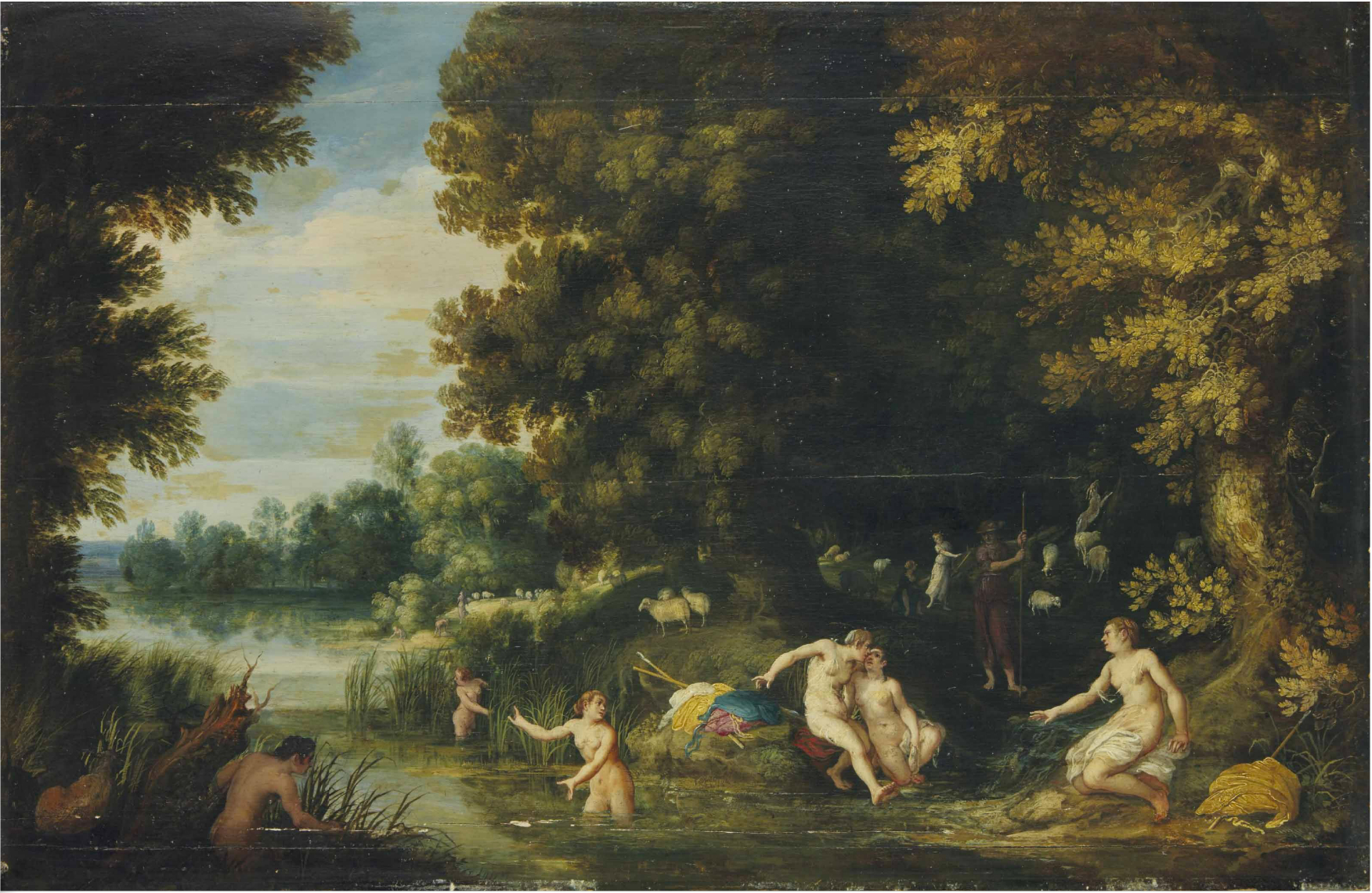
Diana e Callisto, con Atteone in lontananza

Un certo numero di dipinti di gallerie sono stati tradizionalmente attribuiti a van Stalbemt. Tra questi la composizione Le scienze e le arti e la replica ridotta dell'angolo in basso a destra di quella composizione chiamata Il geografo e il naturalista (entrambe al Museo del Prado).  Un collezionista, che è simile ai dipinti de Prado, venne venduto da Sotheby's il 9 luglio 2014 come lotto 57. La maggior parte degli storici dell'arte sembrano ora concordare sul fatto che queste opere debbano essere attribuite a Hieronymus Francken II poiché le figure di van Stalbemt differiscono da quelle di questi dipinti di gallerie. Le persone in tutti gli interni delle gallerie sono considerate, molto probabilmente, lavoro di pittori di figure non ancora identificati. Altri dipinti di gallerie che erano stati precedentemente attribuiti a van Stalbemt sono stati anche riattribuiti a Hieronymus Francken II. Anche così, alcuni storici dell'arte sono ancora del parere che van Stalbemt fosse anche attivo in questo genere. Ad esempio, alcuni storici dell'arte vedono ancora la mano di van Stalbemt in uno dei dipinti più famosi della galleria -  Gli arciduchi Alberto e Isabella visitano la galleria di un collezionista (collezione del The Walters Art Museum a Baltimora, Maryland).

## Note

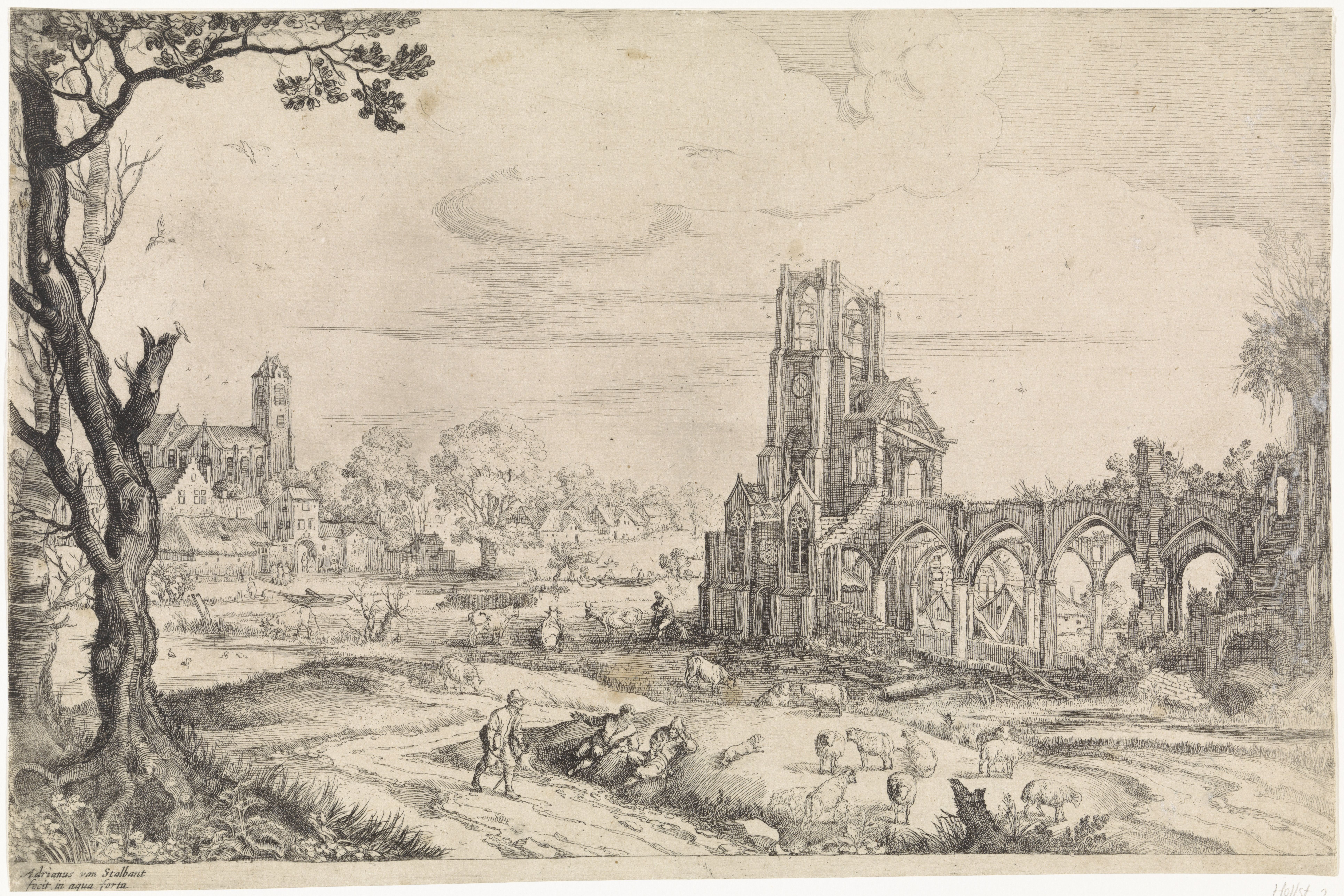
Paesaggio con rovine di un'abbazia